# Cosmarium pseudotaxichondrum
Cosmarium pseudotaxichondrum  là một loài Song tinh tảo trong họ Desmidiaceae, thuộc chi Cosmarium.